# Orthotrichum truncatodentatum
Espèce
Statut de conservation UICN

 EN B1+2cd : En danger
Orthotrichum truncatodentatum est une espèce de mousses du genre Orthotrichum de la famille des Orthotrichaceae.